# ادوارد بلور

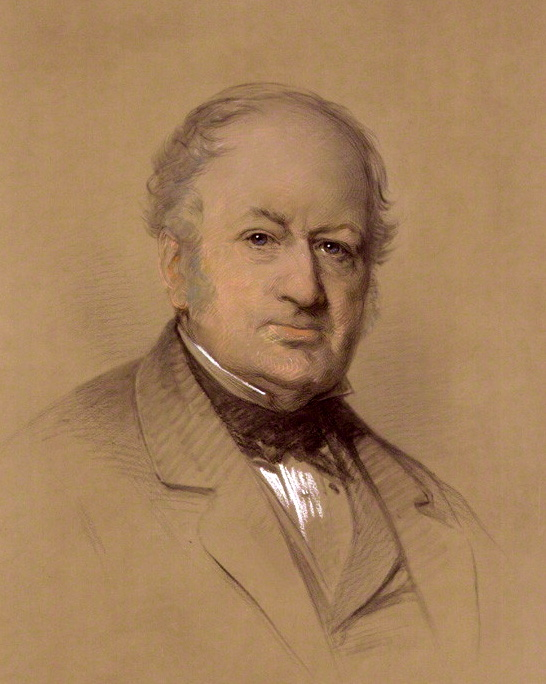
پرترهٔ نقاشی ادوارد بلور، معمار و عتیقه‌شناس

ادوارد بلور (۱۳ سپتامبر ۱۷۸۷ - ۴ سپتامبر ۱۸۷۹) معمار و عتیقه‌شناس انگلیسی سده نوزدهم بود. او یکی از دو معمار کاخ باکینگهام بود.